# Le Tour-du-Parc
Le Tour-du-Parc är en kommun i departementet Morbihan i regionen Bretagne i nordvästra Frankrike. Kommunen ligger i kantonen Sarzeau som tillhör arrondissementet Vannes. År 2022 hade Le Tour-du-Parc 1 259 invånare.

## Befolkningsutveckling
Antalet invånare i kommunen Le Tour-du-Parc
| Referens: INSEE |